# Stefan Salvatore
Stefan Salvatore (nacido el 1 de noviembre de 1846) es un personaje de ficción de la serie de libros The Vampire Diaries. Es interpretado por Paul Wesley en la serie de televisión homónima.   
Nacido en 1846 Stefan se convierte en vampiro en 1864, a la edad de 17 años. Antes de ser vampiro salió con Katherine Pierce (interpretada por Nina Dobrev), que los engañaba a él y a su hermano Damon Salvatore (interpretado por Ian Somerhalder). Stefan tiene un "pasado oscuro". Es llamado "El Destripador" por haberse alimentado de sangre humana y matar a todo el pueblo entero de Monterrey. Sin embargo, conoce a Lexi Branson (interpretada por Arielle Kebbel) quien se convierte en su mejor amiga y lo ayuda con su hambre, logrando que él empiece a beber sangre animal en vez de humana. En la serie, Stefan conoce a Elena Gilbert (interpretada por Nina Dobrev) en un cementerio.
Elena (Nina Dobrev), es un doppelgänger idéntico a Katherine. Él desarrolla relación con Elena Gilbert, pero al poco tiempo tiene competencia con su hermano Damon, también está enamorado de Elena. Stefan le cuenta a Elena como se convirtió en vampiro y que le había dicho a su padre que se dejaría morir, su padre trata de matarlo con una palo de escoba. Stefan lo lanza contra la pared con su fuerza de vampiro recién descubierta y el padre tiene una estaca clavada en el estómago y Stefan trata de sacarla, cuando lo hace, su sed de sangre humana se hace imposible de resistir. Prueba la sangre y completa su transición en vampiro.

## Casting y recepción
El 27 de marzo de 2009, The Hollywood Reporter anunció que Paul Wesley se había unido al elenco de The Vampire Diaries como Stefan. Wesley fue el último miembro del reparto principal que fue anunciado.

## Desarrollo

### Caracterización
Stefan fue descrito como un "joven lindo", que resulta ser un vampiro de 145 años de edad, que desarrolla una relación con Elena Gilbert. Stefan consume sangre animal, lo que lo hace que no sea tan fuerte como si bebiera sangre humana,pero así mantiene sus principios morales  y al mismo tiempo sus necesidades básicas como vampiro.

### Relaciones
Stefan tiene una relación amor-odio con su hermano Damon Salvatore (Ian Somerhalder). Stefan comienza una relación con Elena en el primer capítulo de la primera temporada, sin decirle que era vampiro. Más tarde Elena se entera de que era vampiro y decide terminar la relación, pero vuelven a estar juntos. Cuando los capítulos pasan, Elena desarrolla un amor hacia Damon. Wesley dijo: "Tenemos un conocimiento silencioso, por eso nos enamoramos de las mismas chicas." Para el actor el mejor capítulo es "The Turning Point" porque era "bonito" como estaba su pareja junto a Elena. En este capítulo Stefan se da vuela por "estar avergonzado de su cara" con la sangre corriendo a través de sus ojos y sus venas saltando hacia afuera.
Cuando el vampiro original Niklaus Mikaelson(Joseph Morgan)se lleva a Stefan para que haga su "trabajo sucio".

## En la serie

### Historia
Stefan Salvatore nació el 5 de noviembre de 1847 (En los Diarios de Stefan, que se basan en la TV-serie que gira en septiembre de 1864 en un vampiro y puesto que su cumpleaños es a principios de noviembre, y se sabe que se convirtió a los 17 años (1x06 " Girls ") ) y criado en Mystic Falls, Virginia a Giuseppe Salvatore y una madre sin nombre(Lilian Salvatore a partir de la temporada 6), que murió cuando él era más joven. Stefan es el hermano menor de Damon. Cuando Stefan y Damon eran humanos, estaban muy cerca y eran los mejores amigos en la vida. Damon siempre confió y confía en Stefan y Damon siempre defendió a Stefan , sobre todo con su padre, además era ferozmente leal a él. Sin embargo, todo esto pareció cambiar cuando él y Damon se enamoraron de la misma chica, Katherine Pierce, que resultó ser un vampiro. Stefan tenía fuertes sentimientos hacia Katherine antes de enterarse de que ella era un vampiro. Una vez Stefan descubrió el profundo y oscuro secreto de Katherine, Stefan tenía tanto miedo y repulsión por Katherine y vampirismo en general. Katherine, sin embargo, obligó a Stefan a no tener miedo de ella , para mantener su secreto y continuar como si Stefan no sabía que ella era una vampiro. Támbien tuvo a su exnovia Kyra Soler También se reveló que Katherine obligó a Stefan a beber su sangre de vampiro en contra de su voluntad. Damon, por su parte, accedió a beber la sangre de Katherine , queriendo así la vida inmortal con el fin de pasar la eternidad con Katherine. En 1864, Stefan se convirtió en un vampiro después de ser baleado por su padre, Giuseppe, junto con su hermano, Damon con la sangre de Katherine en su sistema, antes de matar accidentalmente a su padre durante una visita para decirle que iba a dejarse morir . Damon, que se convirtió en un vampiro, así, prometió a Stefan una eternidad de miseria, como él estaba enojado de que Stefan le había obligado a girar , y,  celoso de que Katherine había escogido a Stefan. Un vampiro recién nacido con sed de sangre incontrolable, Stefan no pudo resistir la tentación de la sangre humana y se convirtió gravemente fuera de control y adicto a la sangre(más tarde conocido como el Destripador), matando a muchas personas a causa de su falta de control y la sed de sangre extrema. Sin embargo, Stefan aprendió a cambiar su forma cuando se le enseñó a controlarlo por un vampiro llamado Alexia "Lexi" Branson, quien más tarde se convirtió en la mejor amiga o compañera de Stefan. Después de décadas de ausencia de la ciudad que llamaba hogar, Stefan volvió a Mystic Falls a visitar a su casa y Zach. El 23 de mayo de 2009, Stefan oyó un accidente de coche en el puente de Wickery. Fue entonces cuando Stefan fatalmente encontró a Elena Gilbert, por primera vez. Después de sólo ser capaz de salvar a Elena, Stefan se dio cuenta de que ella era exactamente igual a Katherine.

### Argumento
Stefan y Elena comienzan una relación y él le revela que él es un vampiro. Sin embargo, Damon vuelve a Mystic Falls, también, y también se enamora de Elena. Más adelante en la serie, Damon y Stefan empiezan a unirse como hermanos de nuevo y se hace evidente que lo hacen amarse. A causa de su adicción a la sangre humana, Stefan sólo bebía sangre de animales en el principio de la serie, lo que le hizo más débil que los demás vampiros. En la segunda temporada, Stefan empieza a tomar pequeñas cantidades de sangre de Elena cada día para mitigar su efecto en él y aumentar su fuerza. Cuando Katherine regresa se descubre que ella siempre ha estado enamorada de Stefan y no de Damon; Sin embargo, Stefan está enamorado de Elena y no interesados en Katherine. Stefan empieza a construir una amistad con Caroline Forbes después de que ella se convirtió en un vampiro. Después de Stefan se une a Klaus, el cual da su sangre para salvar a Damon de una mordedura de hombre lobo, volviendo así a Stefan en un ripper de nuevo.
Stefan comienza a trabajar para él, tal como accedió a hacerlo para salvar a Damon, y espera que también podría proteger a Elena asegurándose Klaus nunca vuelve a Mystic Falls, ya que él cree que ella es muerta. Klaus se encuentra más adelante y obliga a Stefan para matarla, pero cuando se es capaz de resistir la compulsión, Klaus le hace quita su humanidad y emociones. Sin embargo, él es capaz de más tarde rrecuperar su humanidad de nuevo, que se ve cuando salva la vida de Klaus para proteger a Damon, aunque sin embargo, él finge que no se preocupan por Elena nunca más. A continuación, toma sobre sí mismo para matar a Klaus. Él roba la familia de Klaus como represalia, y los utiliza como chantaje, cuando eso falla (las brujas dan Klaus los ataúdes cuando amenaza con poner fin a la línea de Bennett), Stefan amenaza con conducir a Elena hacia el Puente Wickery con sangre de vampiro en su sistema si Klaus no consigue llevar sus híbridos fuera de la ciudad, Klaus está de acuerdo en el último minuto. Él y Elena entrar en una pelea. En la tercera temporada final, él besa a Elena. Por lo cual,  Elena elige Stefan sobre Damon, pero cuando Rebeca provoca que la camioneta de Matt caiga por el Puente Wickery, Elena queda atrapada bajo el agua. Stefan apenas llega a tiempo, pero Elena le hace salvar a Matt primero y se ahoga. Más tarde se reveló que la Dra. Fell dio a Elena sangre de vampiro, lo que significa que ella murió con sangre de vampiro en su sistema.
En la cuarta temporada de estreno, Stefan intenta salvarla de convertirse en un vampiro completo, sin embargo, junto con varios otros vampiros, ellos son capturados por el Consejo de Fundadores. Como Elena comienza a morir, de la desesperación por mantener viva a Elena, Stefan mata a un guardia y utiliza su sangre para permitir que Elena se alimente y complete su transición en un vampiro. Stefan le da a Elena un anillo de luz del día, que fue hecho por Bonnie, con el fin de proteger a Elena del sol. Stefan intenta asegurar a Elena que todo va a estar bien y que van a tomar el vampirismo recién nacido de Elena un día a la vez. Durante el segundo episodio de la temporada 4, Stefan trata de ayudar a Elena a hacer frente a su hambre de sangre humana. Después de su "dieta conejito" no está de acuerdo con Elena estómago ella busca la ayuda de Damon para encontrar una fuente alternativa de sangre. Cuando las bolsas de sangre y la sangre del propio Damon falla también, ella termina alimentándose de Matt en circunstancias extremas. Stefan descubre entonces de Klaus y Rebeca que hay una posible cura para el vampirismo. Stefan y Klaus hacen "Equipo" con el fin de encontrar la cura, para que le pueda dar Stefan a Elena la opción de convertirse en humano de nuevo.
Desafortunadamente, Klaus necesita a el cazador de vampiros Connor con vida, porque él tiene el mapa para la cura en su tatuaje, y Stefan debe mantenerlo con vida a toda costa, cuando todo el mundo lo quiere muerto. Cuando Connor secuestra a Jeremy, Abril y Matt, y los mantiene como rehenes en el Grill, Stefan debe dejar a Damon entrar temerariamente y matar a su oportunidad para la curación de Elena. Después tranquiliza a Damon con verbena y teniendo su anillo luz del día, Stefan trata de tomar el asunto en sus propias manos y se infiltra en la parrilla por sí mismo. Con Jeremy a punta de pistola, Elena entra y toma Connor por sorpresa. Stefan se las arregla para conseguir Connor, pero Elena luego lo mata y se consume por la pena por ser un asesino.
Cuando Elena empieza a alucinar por la muerte de Connor, Klaus informa Stefan y Damon que ella debe estar encerrada para no matarse a sí misma, y la secuestra antes de que puedan decir que no. Más tarde, Stefan trabaja con uno de los híbridos de Klaus, Chris, para liberar a Elena que lo apuñala en el cuello y se escapa. Stefan envía Damon para encontrarla y va con Bonnie para ver si el profesor Shane sabe cómo poner fin a las alucinaciones. Se les informa que un cazador potencial debe matar a un vampiro por lo que puede tomar el lugar de ese cazador muerto, lo que es prácticamente imposible. Por suerte, Stefan se da cuenta de que Jeremy es un cazador de potencial, y le dice que para salvar a su hermana, que debe matar a un vampiro. Jeremy mata al Chris híbrido que en un principio les ayudó a liberar a Elena, y a su vez pone fin a sus alucinaciones, y ella está a salvo, pero a duras penas.
Luego, Stefan rompe con Elena, debido a los sentimientos de ella por Damon. Stefan se refugia en Caroline ya que ella detesta Damon, y se vuelven más cercanos. Durante el concurso de Miss Mystic Falls Pageant, Stefan convierte a un criminal en el hospital y convence a Jeremy de matarlo para que la marca del cazador en su brazo crezca. Después, Jeremy se vuelve muy anti-vampiros e intenta matar a Elena. Stefan está allí y la salva, pero tiene que pedir disculpas por lo que lo vuelve loco. Elena trata de decirle que ella no necesita la cura si esto significa que le duela a Jeremy.
Esa noche Elena llega para quedarse en la casa Salvatore, Stefan y se va a dormir a casa de Caroline. Mientras estuvo allí,  Caroline se da cuenta de que Elena tiene "el vínculo señorial" con Damon. Cuando Stefan le informa a Damon de esto, se van a Nueva Orleans para encontrar a la bruja que rompió hace unos años otro vínculo señorial que Damon tenía. Stefan y Damon van para encontrar una forma de romper el vínculo , Damon tiene que convencer a Elena que no se preocupan por él, y dejarla, Damon se compromete a hacer esto por Stefan. Con la muerte de Jeremy , Damon convence a Elena para apagar su humanidad que lleva a que se convirtiera un ser brutal y despiadado. Stefan y Damon intentan constantemente hacerla sentir algo de nuevo. Más tarde, después de que la humanidad de Elena regrese, ella elige Damon, dejando a Stefan con el corazón roto. Luego Stefan intenta volcar el cuerpo de Silas en el río sólo para encontrar que Silas esta con vida, Bonnie hizo un hechizo para atraparlo otra vez en la lápida en la que estaba después de ser liberado por Katherine, lo que provocó la muerte de Jeremy, Bonnie hizo un hechizo para revivirlo y terminó muriendo lo que provocó que el hechizo que encerró a Silas se rompiera y este saliera libre. Silas entonces revela que Stefan es su doble. Silas fue el que creó el hechizo inmortalidad hace 2000 años, sin embargo, como la naturaleza crea un equilibrio para todo, se creó una versión de Silas que podría ser asesinado, una sombra-yo que termina siendo Stefan. Silas a continuación, encierra a Stefan en una bóveda y lo ahoga en el río. Este incidente tienta a Stefan a apagar su humanidad, con el fin de escapar. En el capítulo final stefan se encuentra con Elena, se despide de ella y le dice al oído unas palabras para Caroline, su esposa,("Cuando despiertes dile a Caroline que yo también la amare para siempre").
- Datos: Q1038555